# Little Feat
Little Feat — американская рок-группа, образовавшаяся в 1969 году в Лос-Анджелесе, Калифорния, и исполнявшая эклектичный блюз-рок с элементами кантри-рока, южного рока, ритм-энд-блюза, музыки соул. Высокое техническое мастерство музыкантов (согласно Allmusic) удачно вписывалось в общий формат классик-рока 1970-х годов, но группа создавала крайне неортодоксальную музыку и — во многом благодаря оригинальным музыкальным идеям лидера Лоуэлла Джорджа (в прошлом — участника Mothers of Invention) — приобрела культовый статус и уважение музыкальных критиков. Джимми Пейдж из Led Zeppelin в интервью 1975 года журналу Rolling Stone назвал Little Feat своим любимым американским ансамблем.
После смерти Лоуэлла Джорджа в 1979 году группа распалась, а воссоединившись в 1987 году, не сумела восстановить прежний авторитет — хотя гастролировала каждый раз с неизменным успехом. Одиннадцать альбомов Little Feat входили в Billboard 200.

## Дискография

### Студийные альбомы
- Little Feat (1971)
- Sailin' Shoes (1972)
- Dixie Chicken (1973)
- Feats Don't Fail Me Now (1974)
- The Last Record Album (1975)
- Time Loves a Hero (1977)
- Down on the Farm (1979)
- Hoy-Hoy! (1981)
- Let It Roll (1988)
- Representing the Mambo (1990)
- Shake Me Up (1991)
- Ain’t Had Enough Fun (1995)
- Under the Radar (1996)
- Chinese Work Songs (2000)
- Kickin' It at the Barn (2003)
- Join the Band (2008)
- Rooster Rag (2012)

### Концертные альбомы
- Waiting for Columbus (1978)
- Live From Neon Park (1996)
- Extended Versions (2000)
- Late Night Truck Stop (2001)
- Waiting for Columbus (2002)
- Live at the Rams Head (2002)
- Down Upon the Suwannee River (2003)
- Highwire Act Live in St. Louis 2003 (2004)
- Barnstormin' Live Volume One (2005)
- Barnstormin' Live Volume Two (2005)
- Rocky Mountain Jam (2007)
- Rams Head Revisited (2010)